# ییلدیریم‌کمال (سنان‌پاشا)
ییلدیریم‌کمال (به ترکی استانبولی: Yıldırımkemal) یک منطقهٔ مسکونی در ترکیه است که در سنان‌پاشا واقع شده‌است.